# Toupet

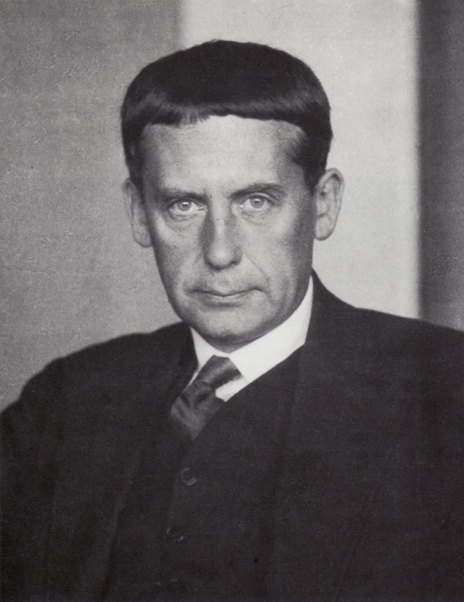
Walter Gropius mit Toupet (1928), Foto von Hugo Erfurth

Toupets (von altfranzösisch to[u]p „Haarbüschel“) sind Halbperücken oder Haarersatzteile, die zum Verbergen von teilweisem Haarausfall dienen. Meist handelt es sich um maßgefertigte Haarteile, die vor allem von Männern mit Stirn- oder Halbglatze getragen werden.
Ursprünglich bezeichnete der Begriff Toupet eine Haarmode aus der zweiten Hälfte des 18. Jahrhunderts, eine durch Toupieren oder untergelegte Polster erzeugte und durch Pomade gefestigte Haartolle.
Umgangssprachlich wird ein Toupet auch als Fifi bezeichnet.